# Richard Vieille
Richard Vieille (né le 6 septembre 1953 à Besançon) est un clarinettiste français.  Il occupe le poste de clarinette solo de l'Ensemble orchestral de Paris.

## Biographie
Né à Besançon, c’est dans cette ville réputée pour son festival de musique et son Concours International de jeunes chefs d’orchestre, que Richard Vieille commence ses études musicales. Au Conservatoire national supérieur de musique de Paris, il obtient ensuite ses premiers prix de clarinette dans la classe d'Ulysse Delécluse, et de musique de chambre dans celle de Christian Lardé.
Avec ce maître, il suit le 3e cycle de musique de chambre au sein du quintette à vent Paul Taffanel et obtient avec cet ensemble le 1er prix du Concours International de Colmar, puis le 1er Prix du Concours et le Prix Spécial « Harpe d’Or » des Jeunesses Musicales Internationales à Belgrade.
Il donne alors avec cet ensemble de nombreux concerts dans toute l’Europe et aux États-Unis et enregistre pour la radio et le disque.
Parallèlement à cette activité de musique de chambre, il est successivement reçu à la Musique de la Garde Républicaine, puis soliste au Nouvel Orchestre Philharmonique de Radio-France.
Enfin, en 1978, il est pressenti pour devenir clarinette solo de l’Ensemble Orchestral de Paris fondé par Jean-Pierre Wallez.
Il enseigne depuis sa création au conservatoire à rayonnement régional de Paris.
Il est aussi professeur des Académies Internationales d’Été de Flaine et Nice.
En 2001, il enregistre sous la direction d’Armin Jordan le concerto pour Clarinette et le Quintette de Mozart avec la collaboration du Quatuor Parisii.

## Discographie
- Camille Saint-Saëns, Tarentelle pour flûte, clarinette et orchestre, Richard Vieille, clarinette, Ensemble Orchestral de Paris dir. Jean-Jacques Kantorow  CD EMI classics 1994